# Raymond Clayborn
Raymond DeWayne Clayborn (Fort Worth, 2 gennaio 1955) è un ex giocatore di football americano statunitense che ha militato nel ruolo di cornerback nella National Football League (NFL).

## Carriera
Al college Clayborn giocò a football a Texas, venendo premiato come All-American. Fu scelto come sedicesimo assoluto nel Draft NFL 1977 dai New England Patriots. Nelle prime sei stagioni fece coppia con il futuro membro della Hall of Fame Mike Haynes. Dal 1977 al 1979 giocò anche come kick returner.  Nella prima annata ritornò 28 kickoff per 869 yard guidando la lega con 3 touchdown e 31,0 yard per ritorno, quest'ultimo un record di franchigia dei Patriots. Fu un giocatore chiave nelle squadre che raggiunsero per tre volte i playoff, nel 1978, nel 1982 e soprattutto nel 1985, quando ebbe un primato personale di 6 intercetti nella stagione regolare (uno dei quali ritornato in touchdown) con i Patriots che vinsero tre gare di playoff in trasferta, qualificandosi a sorpresa per il Super Bowl XX. Nella finale della AFC di quell'anno, i Patriots vinsero per 31-14 sui Miami Dolphins, con Clayborn che costrinse il quarterback avversario Dan Marino a disputare una gara sottotono in cui completò solamente 20 passaggi su 48 per 248 yard, mettendo a segno anche uno dei due intercetti di New England. Nella successiva sconfitta per 46-10 contro i Chicago Bears nel Super Bowl XX, i Patriots furono rallentati dalle palle perse e dalla soffocante difesa avversaria. Anche se i quarterback dei Bears completarono solo 12 passaggi per 258 yard senza touchdown, la linea secondaria di New England fu battuta diverse volte per lunghi guadagni. Clayborn recuperò uno dei due fumble di Chicago ma assistette anche a un attacco che perse sei palloni.
Clayborn fu coinvolto in un celebre incidente all'inizio della stagione 1979 con il giornalista del Boston Globe Will McDonough. Clayborn, che era stato coinvolto due volte in risse con i compagni di squadra la settimana prima di una vittoria per 56-3 sui New York Jets, iniziò un alterco con i giornalisti presenti nello spogliatoio, minacciandoli. Quando McDonough provò a intervenire per calmare la situazione, Clayborn gli infilò un dito in un occhio; McDonough rispose tirandogli due pugni. La lega multò Clayborn di 2.000 dollari per "condotta che coinvolse membri dei media". Ciò seguiva un altro incidente una settimana prima, in cui Clayborn minacciò il giornalista dell'Associated Press Bruce Lowitt che stava tentando di chiedere lumi sulla sconfitta dei Patriots nel primo turno contro i Pittsburgh Steelers.
Nel 1990 Clayborn divenne free agent e firmò un contratto biennale da 1,8 milioni di dollari con i Cleveland Browns ma la sua carriera con la nuova squadra non ripeté i fasti di quella con New England, non facendo registrare alcun intercetto. Dopo avere perso tutta la stagione 1991 per un infortunio a una gamba, optò per il ritiro. In quel momento i suoi 36 intercetti in carriera erano un record di franchigia dei Patriots, in seguito pareggiato da Ty Law.

## Palmarès

### Franchigia
- American Football Conference Championship: 1

New England Patriots: 1985

### Individuale
- Convocazioni al Pro Bowl: 3

1983, 1985, 1986
- First-team All-Pro: 3

1977, 1983, 1986
- Second-team All-Pro: 1

1985
- PFWA All-Rookie Team - 1977